# Saint-Germain-des-Fossés
Saint-Germain-des-Fossés är en kommun i departementet Allier i regionen Auvergne-Rhône-Alpes i de centrala delarna av Frankrike. Kommunen ligger  i kantonen Varennes-sur-Allier som ligger i arrondissementet Vichy. År 2022 hade Saint-Germain-des-Fossés 3 600 invånare.

## Befolkningsutveckling
Antalet invånare i kommunen Saint-Germain-des-Fossés
Referens: INSEE